# 위원중국
위원중국(葦原中国)은 일본신화에서 고천원과 황천국 사이에 있는 세계다. 아시하라노나카츠국(일본어: 葦原の中つ国 아시하라노나카츠쿠니[*]), 토요아시하라노나카츠국(일본어: 豊葦原の中つ国 토요아시하라노나카츠쿠니[*]), 나카츠국(일본어: 中津国 나카츠쿠니[*])이라고도 한다. 『일본서기』에서는 풍위원천오백추서수국(일본어: 豊葦原千五百秋瑞穂国 토요아시하라노 치이오아키노 미즈호노 쿠니[*])이라고 기록되어 있다. 수직형 구조의 세계관에서, 천상계인 고천원과 저승세계인 황천국, 지하의 이계인 네노국 사이에 있는 곳, 즉 지상세계를 가리킨다. 또한 "중국"에는 “중심의 나라”라는 의미도 있다.
기기신화에 따르면 스사노오노 미코토의 난폭함에 마음이 상한 누이 아마테라스 오미카미는 아마노이와토에 숨어 버렸고, 세상이 혼란해졌다. 이에 800만 신들이 협의하여 스사노오노 미코토의 수염을 자르고 손발톱을 뽑아 고천원에서 추방했다. 이를 『고사기』에서는 칸야라이(神逐), 『일본서기』에서는 칸야라히야라히(逐降)라고 한다. 스사노오노 미코토의 후손 또는 아들인 오오쿠니누시노 카미가 스쿠나비코나노 카미와 협력해서 천하를 경영했고, 금염과 의약을 가르쳐 위원중국의 나라 만들기(国作り)를 왕성했다. 그 뒤 아마테라스 오미카미의 사자들이 국토를 천손 니니기노 미코토에게 양도할 것을 요청하자 건국자들의 아들들인 코토시로누시노 카미와 타케미나타카노 카미가 수용 내지 항복했다. 오오쿠니누시노 카미는 키즈키(杵築) 땅으로 은퇴했고, 후에 이즈모 대사의 제신으로 모셔지게 되었다. 『일본서기』에서는 복종하지 않는 신들을 살육하자 코토시로누시노 카미와 오오모노누시노 카미가 귀순했다고 한다.
호우가 토시오의 설에 따르면, 본래의 고천원(소위 야마타이국)은 북큐슈의 지쿠고강 중하류 지역에 있었으며, 천손강림의 땅은 이토군・사와라군(현재의 이토시마시, 옛 이토국) 부근이라고 한다. 위원중국은 해신신앙이 강했던 나노국(현재의 나카군)을 말하는 것으로, 이즈모국이 아니라고 한다. 실제로 나노국이 있었던 곳으로 상정되는 하카타 지역은 시카우미 신사나 아즈미씨 등 해신족의 색채가 짙은 곳이며, 출토된 금인의 인뉴도 해신족의 토템인 뱀이다.  또한 코토시로누시노 카미와 타케미나타카노 카미의 나라 만들기 전설은 『일본서기』의 신혼담(神婚譚)에서도 볼 수 있듯이, 원래는 오늘날의 나라현(옛 야마토국) 주변의 전설이라고 한다. 『이즈모국 풍토기』에 코토시로누시노 카미와 타케미나타카노 카미가 등장하지 않는 것도 위원중국이 원래 이즈모 신화가 아니었음을 방증한다.
그 밖에, 기기신화에서 말하는 "이즈모"를 현실의 이즈모국 뿐 아니라 야마토 왕권에 공순하지 않은 지역・부족의 총칭이라고 보는 설도 있다.